# 車曉曦
車曉曦（1993年3月3日—），前中國女子乒乓球國家隊女隊隊員。她於2013年進入國家一隊，並於2021年退役。她的打法風格為右手橫板弧圈結合快攻打法。她是黑龍江大庆市人，畢業於上海華東理工大學。

## 成長
車曉曦從小身體質素好、力量大且好動，由於父母都是教師，希望女兒不會因運動而耽誤學業，一開始只是讓她下課後才打打球，直至小學五年級時獲得了黑龍江全省冠軍，經過幾個月的集訓，車曉曦被邀進入省隊。當時父母讓她自己選擇，而車曉曦認為這是個難得的機會，雖然要放棄學業，但以後還有機會讀書，所以選擇了進入省隊開始運動員生涯，父母亦尊重她的意願。

## 運動員生涯及重要獎項
2008年，15歲的車曉曦獲得了2008年亞洲青少年錦標賽女子團體冠軍，並進入國家二隊。
2013年，車曉曦於第27屆世界大學生夏季運動會乒乓球比賽獲得女子單打冠軍、雙打亞軍（夥拍江越）及團體季軍。同年年底進入國家一隊。
2014年，獲得全國乒乓球錦標賽女子團體冠軍（黑龍江）、雙打季軍（夥拍王曼昱）及混雙季軍（夥拍王博）。
2015年，在第28屆世界大學生夏季運動會乒乓球比賽蟬聯女子單打冠軍、並獲得女子雙打冠軍（夥拍江越）及團體冠軍，總共收獲三面金牌。
2017年，於全國運動會乒乓球 女子團體賽取得銀牌（黑龍江），創下黑龍江女乒隊在全運會上的最佳成績。
2018年，在全國乒乓球錦標賽取得混合雙打季軍（夥拍夏易正）。
2021年，於全國運動會上取得乒乓球女子雙打冠軍（夥拍王曼昱），不久後宣布退役，現時仍偶爾參加商業賽事。

## 獎項
- 2008年 亞洲青少年錦標賽女子團體冠軍
- 2012年 中國乒超聯賽女子團體冠軍
- 2013年 喀山第二十七屆夏季世界大學生運動會乒乓球女子單打冠軍
- 2013年 喀山第二十七屆夏季世界大學生運動會乒乓球女子雙打亞軍（夥拍江越）
- 2013年 喀山第二十七屆夏季世界大學生運動會乒乓球女子團體季軍
- 2014年 全國乒乓球錦標賽女子團體冠軍（黑龍江）
- 2014年 全國乒乓球錦標賽混雙季軍（夥拍王博）
- 2014年 全國乒乓球錦標賽女子雙打季軍（夥拍王曼昱）
- 2015年 光州第二十八屆夏季世界大學生運動會乒乓球女子單打冠軍
- 2015年 光州第二十八屆夏季世界大學生運動會乒乓球女子雙打冠軍
- 2015年 光州第二十八屆夏季世界大學生運動會乒乓球女子團體冠軍
- 2017年 全國運動會乒乓球女子團體銀牌（黑龍江）
- 2018年 全國乒乓球錦標賽混合雙打季軍（夥拍夏易正）
- 2021年 全國運動會乒乓球女子雙打冠軍（夥拍王曼昱）